# Ichneumon bavaricus
Ichneumon bavaricus là một loài tò vò trong họ Ichneumonidae.